# 板桥镇 (保山市)
板桥镇，是中华人民共和国云南省保山市隆阳区下辖的一个镇。面積346平方公里，人口103975人（2017年）。  

## 行政区划
板桥镇下辖以下地区：
板桥村、沙坝村、小永村、郭里村、卧佛村、妻贤村、孟官村、高海村、北汉庄村、乌龙村、世科村、马王村、唐家村、青莲村、沙登村、郎义村、双脉村、清水村、李家寺村、董达村、左所村、秋山村、苏家村、官坡村、西河村、下付家村、阿家村、罗寨村、柴河村、柳上村和长岭岗村。

## 中国传统村落
2012年，板桥村被评为首批“中国传统村落”。